# Cagnò
Cagnò és un municipi italià, dins de la província de Trento. L'any 2007 tenia 371 habitants. Limita amb els municipis de Cles, Laurein (BZ), Livo, Proveis (BZ), Revò i Rumo.

## Administració
| Període | Identitat    | Partit        |
| ------- | ------------ | ------------- |
| 2004-   | Donato Preti | Llista cívica |